# Honores mutant mores

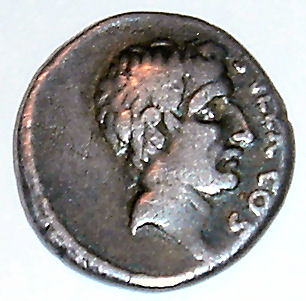
Изображение Суллы на античной монете

Honores mutant mores (с лат. — «Почести меняют нравы») — латинское крылатое выражение.
Сравнимо с русскими аналогами «Залез в богатство — забыл и братство», «Забыл нужду — забыл и дружбу».
Возникновение фразы связывают с переводом сочинения Плутарха на латынь. В его сочинении «Жизнь Суллы», рассказывается о том, как в молодости Сулла был мягок и сострадателен, а получив полномочия диктатора проявил неукротимую жестокость.

## Пример цитирования
Верно говорили римляне: «Honores mutant mores». Кто-то из тех, с кем мы были на «ты», внезапно их получил, эти «гоноры» — на несколько ступенек выше стал. Вот и перешёл на «вы», […] чтобы дистанция была, чтобы — не «запанибрата». (пер. с укр.)